# Linia kolejowa nr 265
Linia kolejowa nr 265 – linia kolejowa łącząca stację Zajączkowo Tczewskie ze stacją Pszczółki.
Na linii prowadzony jest głównie ruch pociągów towarowych. Dzięki wiaduktom drogowym i kolejowym jej przebieg jest w całości bezkolizyjny. 

## Opis linii
- Kategoria linii: magistralna
- Liczba torów: jednotorowa
- Elektryfikacja: zelektryfikowana
- Szerokość toru: normalnotorowa
- Znaczenie linii: pozostałe
- Sposób wykorzystania: czynna
- Przeznaczenie linii: czynna dla ruchu towarowego; na linii znajduje się tylko jedna krawędź peronowa do obsługi przewozów pasażerskich usytuowana przy torze nr 4 na stacji Pszczółki